# Gornji Emovci
Gornji Emovci är en ort i Požega i Požega-Slavoniens län i Kroatien. Den hade 138 invånare år 2011.